# Sándor Csaba (operaénekes)
Sándor Csaba (Csíkszentsimon, 1989. június 2. –) romániai magyar operaénekes (basszbariton), a Kolozsvári Állami Magyar Opera és a Magyar Állami Operaház magánénekese, emellett számos európai operaház visszatérő fellépője.

## Élete
Zenei tanulmányait a csíkszeredai Nagy István Művészeti Líceumban kezdte Adorján Attilánál, majd a Nagyváradi Egyetemen folytatta Marian Boboia és Simona Boboia növendékeként. 2010-ben részt vett egy féléves részképzésen a budapesti Liszt Ferenc Zeneművészeti Egyetemen, ahol Marton Évától tanulhatott. Mesterképzését a kolozsvári Gheorghe Dima Zeneakadémián fejezte be 2014-ben Marius Vlad Budoiu osztályában.
2013 óta a Kolozsvári Állami Magyar Opera szólistája. Több címszerepet megformált már, a társulat elismert tagja. Rendszeres meghívottja a romániai Jászvásári Operaháznak, mint ahogyan a Kolozsvári Román Operának is.
2015-ben debütált a Magyar Állami Operaházban a Don Juan Masettójaként. Azóta magánénekesként számos szerepet megformált már ott a Hugenották Nevers grófjától és a Varázsfuvola Papagenójától kezdve a Bohémélet Schaunardján és a Székelyfonó kérőjén át a Hunyadi László Cillei Ulrik szerepéig.
A kortárs opera műfajában is otthonosan mozog, több kortárs magyar opera ősbemutatóján vett részt (Mezei Gábor Péter: A ravatallal szemben; Tallér Zsófia: Leánder és Lenszirom; Selmeczi György: Bizánc, Spiritiszták; Lajtha László: A kék kalap), valamint oratóriumok szólistájaként is rendszeresen fellép.
2017-ben nagy sikerrel debütált a Bukaresti Nemzeti Operában a világhírű román rendező, Andrei Șerban Don Giovanni-rendezésének címszereplőjeként.

## Díjai, elismerései
2018 – a Romániai Nemzeti Operák Gáláján kiválóságdíjjal jutalmazták.

## Szerepei
- Georges Bizet: Carmen – Morales
- Gaetano Donizetti: Szerelmi bájital – Belcore
- Erkel Ferenc: Hunyadi László – Cillei Ulrik
- Erkel Ferenc: Bánk bán – Petúr bán;  Tiborc
- Kacsóh Pongrác: János vitéz – Bagó
- Kálmán Imre: A bajadér – Jayawant
- Kodály Zoltán: Háry János – címszerep
- Kodály Zoltán: Székely fonó – Kérő
- Lajtha László: A kék kalap – L’Épaulette
- Giacomo Meyerbeer: A hugenották – Nevers grófja
- Mezei Gábor Péter: A ravatallal szemben – A férfi [ősbemutató]
- Wolfgang Amadeus Mozart: Don Juan – címszerep; Leporello; Masetto
- Wolfgang Amadeus Mozart: Figaro lakodalma – Figaro
- Wolfgang Amadeus Mozart: A varázsfuvola – Papageno
- Giacomo Puccini: Bohémélet – Schaunard
- Gioachino Rossini: Ory grófja – Flambeau
- Selmeczi György: Bizánc – Laszkarisz
- Selmeczi György: Spiritiszták – Desiré
- Johann Strauss jun.: A denevér – Dr. Falke
- Tallér Zsófia: Leánder és Lenszirom – Leánder
- Giuseppe Verdi: Rigoletto – Marullo
- Giuseppe Verdi: La Traviata – Grenvil doktor
- Giuseppe Verdi: Álarcosbál – Tom
- Giuseppe Verdi: Otello – Montano
- Richard Wagner: A szerelmi tilalom – Danieli[3]